# Bosbescherming

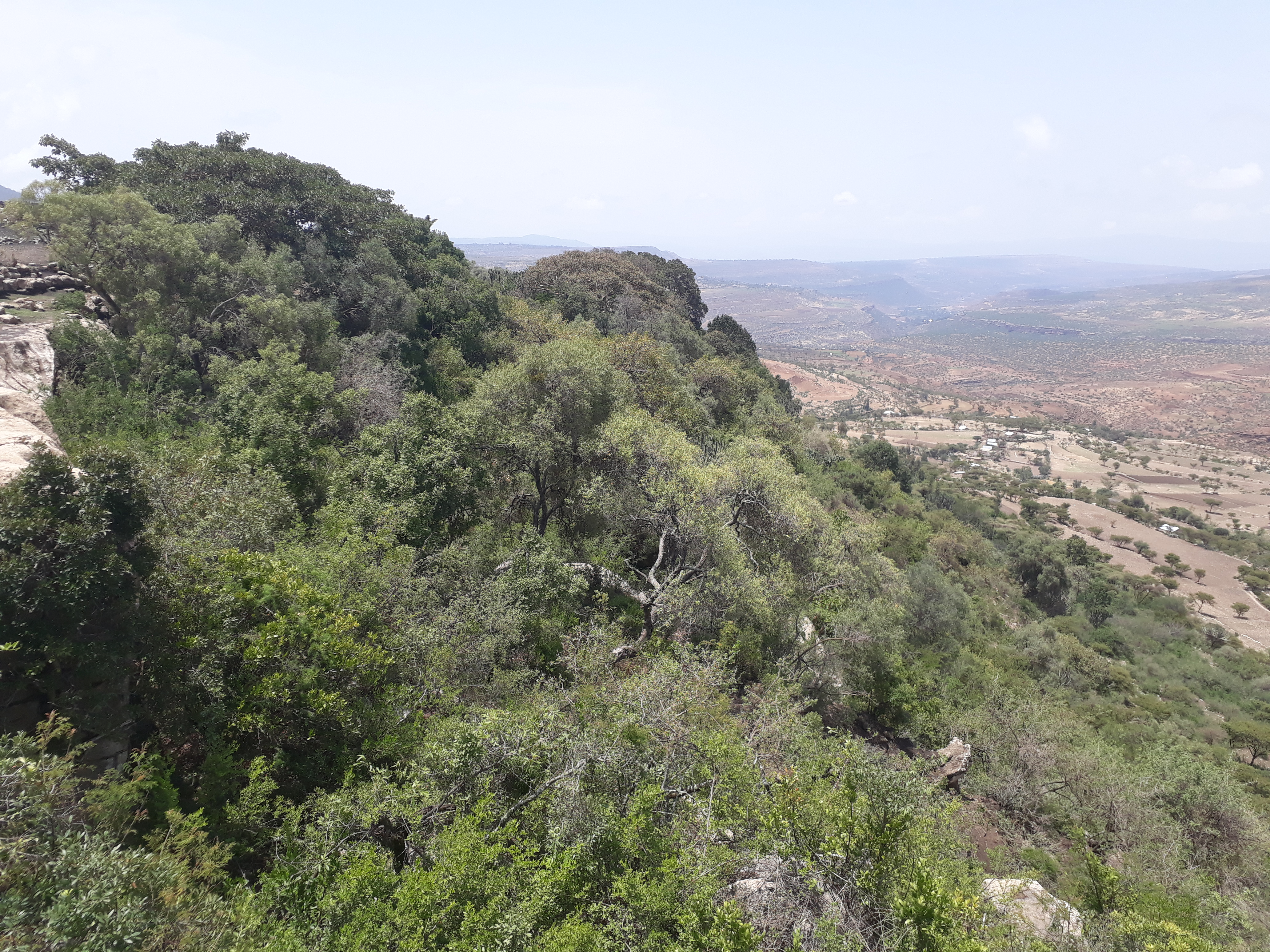
Traditionele bosbescherming: het kerkbos van May Be'ati in Ethiopië

Onder bosbescherming worden in de bosbouw maatregelen bedoeld die er op gericht zijn het bos of bosbestanden te beschermen tegen aantastingen van allerlei aard. 
Daarbij zijn twee typen bosbescherming te onderscheiden:
- In de eerste plaats proberen bosbouwers de kwaliteit en de economische waarde van het bos te bewaren door te beschermen tegen natuurlijke aantastingen zoals schimmels, insecten en wild.
- In de tweede plaats proberen bosbouwers, natuurbeschermingsorganisaties en de milieubeweging de kwaliteit van het bos te beschermen tegen menselijke ingrepen die leiden tot vermindering van  het ecologisch functioneren, het landschapsschoon, de biodiversiteit of het verrichten van ecologische functies (ecosysteemdiensten). Bij ecologische functies gaat het onder meer om klimaatregulatie en bodembescherming.